# Samostan Reichenau
Samostan Reichenau (latinsko Monasterium Augiensis) je bil benediktinski samostan v Mittelzellu na otoku Reichenau v Bodenskem jezeru. Ustanovil jo je Pirminij leta 724 in je bil leta 1540 župnija konstanškega škofa. Skupaj s St. Gallenom in Fuldo je eden najpomembnejših samostanov karolinške dobe. Leta 1757 so samostan zaprli, leta 1803 pa so otok zapustili še zadnji menihi. Danes se v samostanski stavbi nahaja mestna hiša Reichenau.
Iluminirani rokopisi iz otonskega obdobja, izdelani v samostanu Reichenauso, so bili leta 2003 vključeni v Unescovo svetovno dediščino dokumentov. Od leta 2001, po 250 letih, na otoku spet živi majhna skupnost benediktincev.

## Zgodovina samostana

### Zgodba o ustanovitvi
Otok je pripadal vplivnemu področju alemanskega plemiča po imenu Sintlas, ki je živel v bližnjem gradu Sandeck v današnji občini nasprotnega Salensteina na švicarskem bregu. Zato se je otok prej imenoval Sintlas-Au ali Sindleozesauua. Ko je sveti Pirminij leta 724 prišel v Untersee s 40 menihi, ga je Sintlas prosil, naj na tem območju zgradi kapelo. Pirminij je za kraj izbral otok Reichenau. Poraščala ga je negostoljubna džungla in polna kač, krastač in žuželk. Tam, kjer je Pirminij prvič stopil na otok, je nastal izvir. Škodljivci so tri dni bežali z otoka in plavali čez jezero. Pirminij in njegovi spremljevalci so to območje očistili, otok naredili za prebivanje in istega leta ustanovili samostan.

### Srednji vek
Benediktinski samostan je leta 724 ustanovil škof misijonar Pirminij  (* ok. 670; † 3. november 753 v samostanu Hornbach) v takratni večinoma poganski Alemaniji. V naslednjem obdobju je postal karolinški samostan pod opatom Waldom in užival podporo frankovskih majordomov in kraljev. Prvi razcvet samostanske skupnosti, ki je bil pomemben za pokristjanjevanje Alemanije, je padel konec 8. in 9. stoletja. Opat Waldo (786–806) je bil ustanovitelj Akademske šole Reichenau. Eginu iz Verone je dal dovoljenje, da na zahodnem koncu otoka ustanovi Celo sv. Petra in Pavla. Opat Haito (806–823) je bil graditelj Marienmünstra v Mittelzellu. Leta 888 je bil v cerkvenem koru pokopan cesar Karel III. Debeli. Knjiga o bratovščini Reichenau in načrt samostana St. Gallen, sestavljen na Reichenau, segata v 9. stoletje, na čigar koncu je bil politično zelo učinkovit opat in nadškof Mainza Hatto III. (888–913) dal zgraditi cerkev sv. Jurija v Oberzellu.
S privilegiji, kot so imuniteta, brezcarinske pravice, volilna pravica in darila kraljev Henrika I., Otona I. in Otona II. ter njihovi obiski, so Reichenau v času otonskih kraljev okoli preloma tisočletja, omogočili drugi kulturni razcvet. To predstavlja »zlati« opat Witigowo (985–997) in reformna opata Immo (1006–1008) in Berno (1008–1048). Sem spada znamenita Pisarska šola Reichenau, pa tudi stenske poslikave v Jurijevi cerkvi Oberzeller ali zgodovinopisje Hermanna von Reichenaua († 1054) in njegovega učenca Bertholda von Reichenaua. Nekakšen nadsvet otoškega samostana je mogoče opaziti za časa opata Diethelma von Krenkingena (1169–1206). Po tem se je začel duhovni in materialni zaton samostanske skupnosti v močno spreminjajočem se družbenem in gospodarskem okolju poznega srednjega veka. Poskusi reforme so večkrat propadli. V drugi polovici 14. stoletja je bilo za nekaj časa zastavljeno celo samostansko posestvo. Opat Eberhard von Brandis je leta 1367 končno prodal vse blago in pravice svojega samostana svojim sorodnikom. Leta 1402 sta bila poleg opata kot meniha le dva plemenita gospodarja samostana.
Konec srednjega veka se je benediktinski ideal menihov spet uveljavil, Münster v Mittelzellu je bil razširjen tako, da je vključevala poznogotski kor, zgodovino samostana pa je pisal kronist Radolfzell Gallus Oehem. Leta 1540 se je opat Markus von Knöringen odpovedal upravljanju samostana, ki ga je odstopil konstanškemu škofu. V naslednjem obdobju je bil Reichenau kot priorat z dvanajstimi menihi le upravni urad škofije Konstanca (Obervogteiamt). Usoda samostana Reichenau je bila opisana tudi v kratki, a razkošno ponazorjeni kroniki okoli leta 1627.

### Razpustitev
Prizadevanja duhovne skupnosti v Reichenau za dosego neodvisnosti so se končale z razpustitvijo samostana leta 1757. Leta 1803 je bil samostan ukinjen kot del sekularizacije po Reichsdeputationshauptschluss.

### Cela sv. Benedikta (od 2001)
250 let po tem, ko so morali zadnji benediktinci zapustiti Reichenau, sta se 1. septembra 2001 s posredovanjem münstrskega škofa Reinharda Lettmanna in freiburškega nadškofa Oskarja Saierja, pater Nikolaus Egender OSB, nekdanji opat Uspenske opatije v Jeruzalemu in oče Stephan Vorwerk OSB, nekdanji prior benediktinskega priorata Tabgha, naselila na otoku. 13. junija 2004 je bila uradno ustanovljena Cela sv. Benedikta. Cela se nahaja v župnišču sv. Petra in Pavla v Niederzellu. Vodi jo kot 'odvisno hišo' nadsamostan sv. Martin zu Beuron, podpira pa jo nadškofija Freiburg. Cella Stephan Vorwerk OSB in Hugo Eymann OSB sta del ekipe od leta 2010. Glavna naloga samostana je lokalna pastorala na Reichenau.

## Kultura

### Osebnosti
Samostan je bil v zgodnjem srednjem veku eno pomembnih kulturnih in znanstvenih središč karolinškega in otonskega cesarstva. Reichenau je bil med drugim tudi kraj delovanja opata Walahfrida Strabona, ki je tam leta 824 napisal Visio Wettini  in zgodnje botanično delo Liber de cultura hortorum (Iz skrbi za vrtove) okoli leta 840.
Verjetno najpomembnejši opat Reichenaua je bil med letoma 888 in 913 Hatto III., nadškof Mainza (891–913), nadkancler Svetega rimskega cesarstva. Po  Arnulfu Koroškem, ki ga je papež okronal za cesarja, je Hatto leta 895 odšel v Rim in od papeža Formoza prejel relikvijo sv. Jurija. Po vsej verjetnosti je bil to razlog za gradnjo cerkve sv. Jurija. Po Arnulfovi smrti leta 899 je bil Hatto varuh šestletnega prestolonaslednika Ludwiga IV. Leta 911 je Konrada I. okronal za kralja Vzhodnofrankovskega cesarstva.

### Ilustratorji
Samostan je še posebej z rokopisi iz 10. in 11. stoletja, ki na izjemen način predstavljajo otonsko knjižno iluminacijo v Nemčiji, dosegel širok sloves. Skriptorij Reichenau vključuje Evangeliarij Otona III. (München) in Evangeliar iz Bamberške stolnice, višek iluminiranih knjig. V münistrski zakladnici je mogoče videti še en evangeliarij.
V času sekularizacije je celotna ohranjena zbirka rokopisov prešla v last dvorne knjižnice Karlsruhe, današnje državne knjižnice Baden (Badische Landesbibliothek). Sem spada 267 pergamentnih rokopisov, 162 papirnatih rokopisov, 212 fragmentov in izbor inkunabul.
Dela knjižnih iluminacij samostana Reichenau so bila vključena v svetovno listinsko dediščino UNESCO-a. Otok Reichenau v Bodenskem jezeru je UNESCO leta 2000 razglasil za svetovno dediščino.
Od začetka 9. stoletja do okoli leta 1100 je bil popis samostanske knjižnice eden največjih na svetu. Oglejte si Graf o razvoju najpomembnejših knjižničnih fondov po vsem svetu od 300 do 1900.

### Zlatarji
Cesarsko krono v dunajski Cesarski zakladnici so verjetno izdelali zlatarji samostana Reichenau.
Opatova palica iz leta 1351 samostana Reichenau, briljantni dosežek in najstarejši datiran predmet zlatarstva Konstance, je v muzeju Victoria in Albert v Londonu. 
V javno dostopni zakladnici münstra so relikviariji otoških svetnikov: Johannes in Paulusschrein, Fortunatusschrein in Markusschrein, mojstrovine srednjeveškega zlatarstva.
Razen štirih zlatih plošč, med njimi tudi dva metra visokega diska Majestas Domini iz Konstanškega Münstra, od karolinških ali otonskih časov ni ostalo nič, so pa viri prišli do del, ki bi tu lahko nastala, kot je Peterhausenov oltar. Opis, ki ga je škof Gebhard, ustanovitelj samostana Petershausen (983), posredoval v svoji kroniki, nakazuje Baselski antependij, ki je morda izviral iz Reichenaua. Henrika II., ki je prispeval donacijo Baselskemu Münstru, je zagotovo zanimalo vojvodstvo Švabska.
Predhodnika Baselskega Münstra, karolinška cerkev, tako imenovano Haito-Münster, je v prvi polovici 9. stoletja (805–823) zgradil baselski škof Haito, opat samostana Reichenau. V času Karla Velikega je škofija Basel pod škofom Haitom doživela svoj prvi razcvet. Tako kot Waldo je bil tudi Haito opat samostana Reichenau in tudi zaupnik in svetovalec cesarja, zaradi katerega je leta 811 kot odposlanec odpotoval v Konstantinopel.
Prvi zlatar, ki je imenovan po imenu, je menih Tuotilo iz St. Gallena. Po daljšem premoru so se obrti v srednjem veku preselile v mesta, kjer se je povpraševanje precej povečalo. V Konstanci je na primer poimensko znanih pet zlatarjev med letoma 1222 in 1296, petnajst med letoma 1300 in 1400, 36 v prvi polovici 15. stoletja in še 40 zlatarjev do leta 1525.